# Conversazione privata
Conversazione privata (Visita ou memórias e confissões) è un film del 1982 diretto da Manoel de Oliveira non reperibile fino al 2015 su  espressa volontà del regista che voleva «restasse inedito fino alla sua morte» Cannes Classics, settore del Festival dedicato ai grandi registi, a poco più di un mese dalla scomparsa, il 13 maggio 2015 apre la rassegna con questo film, restaurato. Il senso di questa operazione architettata dallo stesso Oliveira fu a suo tempo dichiarata e riportata: non che intendesse celare qualcosa ma, disse, «ha a che fare con la mia vita. È un ricordo "personale"».